# Petar Majer
Petar Majer(? - ?), hrvatski pravaški političar. Bio je članom Starčevićeve stranke prava i hrvatski saborski zastupnik.
Izabran kao član milinovačkih pravaša na izborima za Hrvatsko-slavonsko-dalmatinski sabor 1913. kao zastupnik izbornog kotara Kloštra.
Bio je članom Narodnog vijeća Slovenaca, Hrvata i Srba koji su prvi pristupili na prvi zbor 5. i 6. listopada 1918. godine.
Pred Šestosiječanjsku diktaturu 1929. veći dio građanstva Đurđevca bili su članstvo HSS-a. Samo mali dio, njih 10%, bio je u drugim strankama. Majer je bio u toj skupini i vodio je Samostalnu demokratsku stranku. U to je vrijeme u Đurđevcu bio odvjetnikom i javnim bilježnikom. Poslije kraljevog manifesta 6. siječnja 1929., Majer je zajedno s đurđevačkim vođama nehaesesovskih stranaka javnim bilježnikom Josipom Beganićem (Demokratska stranka) i odvjetnikom i javnim bilježnikom Božidarom Beckom (Narodna radikalna stranka) opredijelio se za za kraljev režim i prihvatili stanje u državi, kao i još neki neovisni političari i HSS-ovci.

## Vanjske poveznice
- Narodno vijeće Slovenaca, Hrvata i Srba u Zagrebu 1918-1919., priredili: Marina Štambuk-Škalić i Zlatko Matijević